# Аукуїхуато
Аукуїхуато — вулкан, розташований в регіоні  Аякучо, Перу.
Аукуїхуато — шлаковий конус, висотою 4980 м. Знаходиться на  Центральноандійському нагір'ї.
Даний шлаковий конус є молодим вулканом, який розташувався в 30 км на північний схід від іншого вулкану Сара-Сара. Він є ізольованим вулканом і не пов'язаний з найближчими вулканами. Супутникові знімки показали, що на південь від вулкану є молодий застиглий лавовий потік, який простягнувся на 9 км. Вулкан розташований на високогірному плато, сам конус над плато підноситься на висоту 380 м. Будь-які відомості про вулканічну діяльність вулкану відсутні.

## Ресурси Інтернету
- Аукуїхуато. Global Volcanism Program. Смітсонівський інститут. (англ.)
- Volcano Live — John Search [Архівовано 4 березня 2016 у Wayback Machine.]

## Виноски
1. ↑  Аукуихуато. Global Volcanism Program. Смітсонівський інститут. Процитовано 15 серпня 2012. (англ.)

| Перу | Це незавершена стаття з географії Перу. Ви можете допомогти проєкту, виправивши або дописавши її. |